# Yanktonai

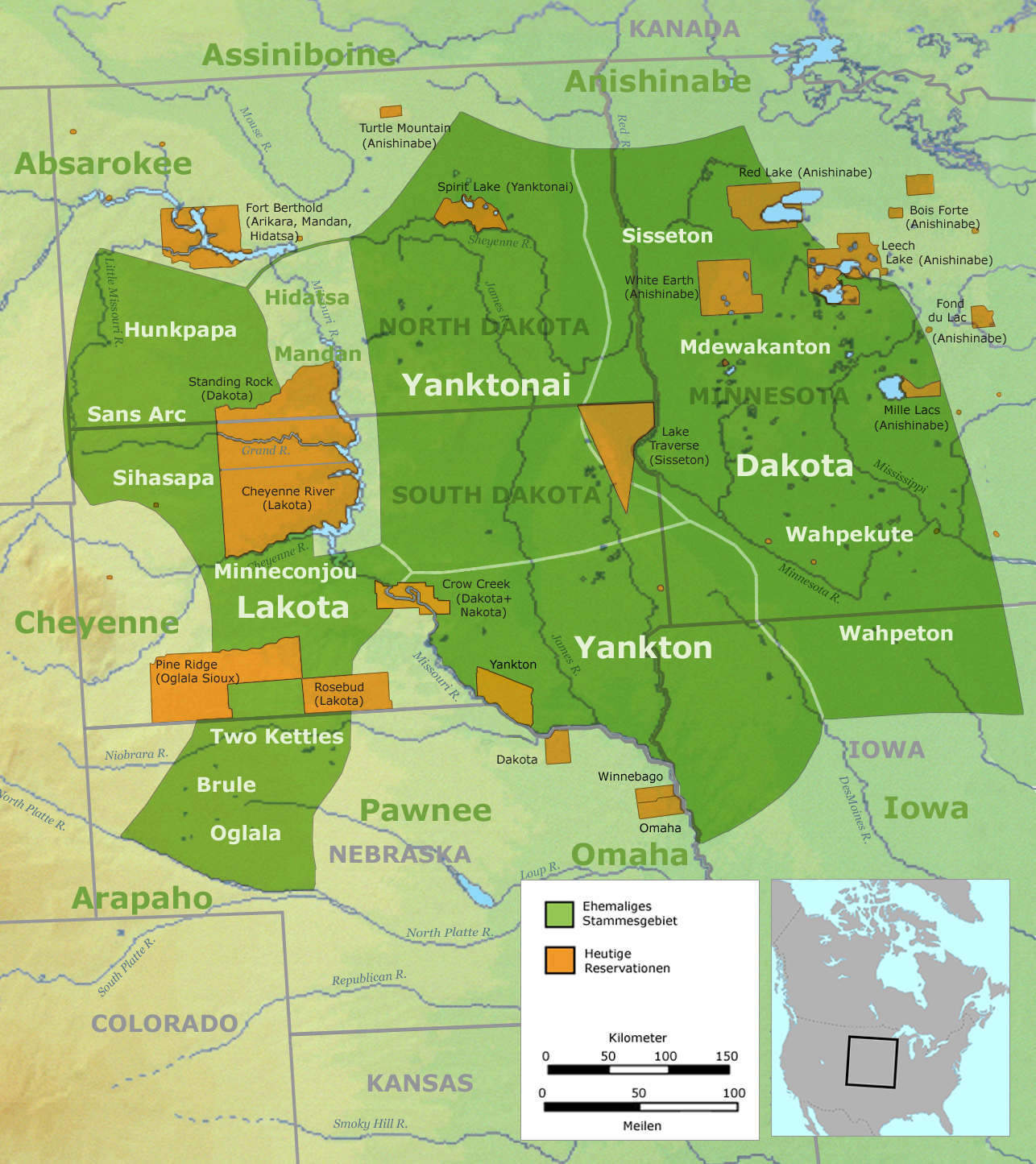
Ehemalige Stammesgebiete der Sioux-Gruppen: der Nakota (Yanktonai und Yankton), der benachbarten Dakota sowie Lakota-Stämme und heutige Reservationen

Die Yanktonai oder Ihanktonna (von Iháŋktȟuŋwaŋna – ‘Little Village at the End’, Ihanke -‘ Ende’; tonwan – ‘Dorf’; na -Diminutiv : kleines Dorfende) sind ein nordamerikanischer Indianerstamm und gehören zusammen mit den Yankton den Nakota (auch Westliche Dakota genannt) an, die die mittlere Dialekt- und Stammesgruppe der Sioux aus der Sioux-Sprachfamilie bilden. Da beide zwischen den Lakota im Westen und den Dakota (Östliche Dakota) ihre Stammesgebiete hatten, werden sie auch als Mittlere Dakota bezeichnet. Bei den benachbarten Sioux-Gruppen wurden die Yanktonai – insbesondere jedoch die Upper Yanktonai – als Wičhíyena  (‘Those Who Speak Like Men’ – ‘Jene, die wie Männer reden’) bezeichnet.
Ursprünglich lebten die Yanktonai gemeinsam mit den übrigen Sioux-Stämmen im Gebiet westlich der Großen Seen, wurden aber von den Anishinabe nach Süden und Westen verdrängt. Auf der Wanderung in ihre neuen Jagdgründe teilten sie sich im Laufe der Zeit in drei große Dialekt- und Stammesgruppen, nämlich die Dakota, Nakota und Lakota, die sich im Dialekt und teilweise auch in ihrer Lebensweise und Kultur unterschieden.
Früher zählte man auch die Assiniboine und Stoney zu den Nakota und bezeichnete sie oftmals als Nördliche Nakota, um sie von den Südlichen Nakota (den Yanktonai und Yankton) zu unterscheiden. Jedoch hatten sich die Assiniboine schon vor 1640 von den Wazikute der Upper Yanktonai getrennt und waren nach Norden auf die südlichen kanadischen Prärieprovinzen gezogen, wo sie sich mit den Plains und Woodland Cree und Anishinabe verbündeten. Die nun feindlichen Sioux bezeichneten die Assiniboine daher als Hohe – ‘Rebellen’.
Während Dakhótiyapi (Santee-Sisseton) und Lakȟótiyapi heute noch von vielen Sioux gesprochen wird, ist die Dialektvariante des Dakȟótiyapi (Yankton-Yanktonai) nahezu ausgestorben.

## Stammesgruppen und Thiyóšpaye der Yanktonai
Die Yanktonai unterteilten sich in zwei regionale Unterstämme oder Stammesgruppen, die sich wiederum aus mehreren Bands bzw. Thiyóšpaye zusammensetzten, die wiederum aus mehreren Camps verwandter Großfamilien bzw. tiwahe (engl. family circles) bestanden:
- Upper Yanktonai oder Wičhíyena  (‘Those Who Speak Like Men’ - ‘Jene, die wie Männer reden’)[5]
  - Wazikute (‘Shooters Among the Pines’, als sich die Assiniboine abspalteten, wurden diese von den nun feindlichen Sioux Hohe - ‘Rebellen’ genannt)
  - Takini (‘Improved in condition as a lean animal’)
  - Cikcitcena oder Shikshichena (‘Bad ones of different sorts’)
  - Bakihon (‘Gash themselves with knifes’)
  - Kiyuksa (‘Breaker of the marriage law or custom’)
  - Pabaska (Paksa, Natakaksa - ‘to cut off the head’, daher Cuthead genannt[6], ursprünglich Sisseton, schlossen sich den Lower Yanktonai an, nördlichste und bedeutendste Gruppe)[7]
  - siebte Gruppe (Name nicht überliefert)
- Lower Yanktonai oder Hunkpatina (‘Dwellers at the camp circle entrance’)
  - Hunkpatina (auch Putetemini genannt - ‘Sweat lips’)
  - Cuniktceka oder Shungikcheka (‘Common dogs’)
  - Takhuha Yuta (‘Eaters of hide scrapings’)
  - Sanona oder Sanone (‘Shoots at some white object’)
  - Ihasha (‘Red lips’)
  - Iteghu (‘Burnt faces’)
  - Pteyutecni oder Pteyuteshni (‘Eat no buffalo cows’)

Ursprünglich bildeten sieben Stämme der Sioux eine Allianz, die sie Oceti Sakowin oder Očhéthi Šakówiŋ (‘Das Feuer der sieben Stämme’, ‘Die sieben Ratsfeuer’) nannten. Zu den Očhéthi Šakówiŋ gehörten neben den vier Östlichen Dakota-Stämmen (Mdewakanton, Wahpekute, Sisseton, Wahpeton) die zur Nakota-Stammesgruppe gehörenden Yankton (Iháŋkthuŋwaŋ) und Yanktonai (Iháŋkthuŋwaŋna) sowie als größte Gruppe die Lakota (oft auch als Teton bezeichnet, abgeleitet von Thítȟuŋwaŋ – ‘Dwellers of the Plains’).
Die Mdewakanton waren bis zum Aufstand der Östlichen Dakota 1862 in Minnesota der führende Stamm der Očhéthi Šakówiŋ, mussten aber als Folge der Niederlage, bei der sie große Verluste an Menschen und Kampfkraft erlitten, ihre Stellung innerhalb der Allianz an die größte Gruppe der Teton, den Oglala, abtreten.

## Kultur und Lebensweise

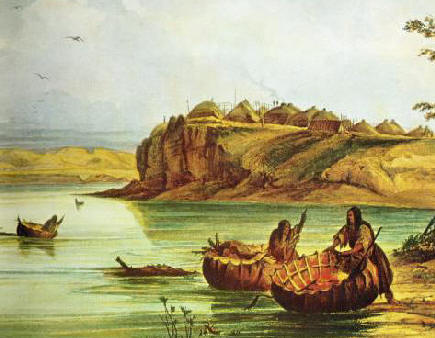
Bullboats der Mandan, von George Catlin gemalt.

Die Yanktonai zogen auf Grund des ständigen Drucks der Anishinabe nach Süden und Westen und ließen sich in ihrem späteren Stammesgebiet im heutigen North und South Dakota nieder. Die Yanktonai lebten entlang der Flüsse in ortsfesten Dörfern und bauten vorwiegend Mais, Bohnen und Squash an. Das frische Gemüse wurde entweder roh oder gekocht gegessen oder für den späteren Verzehr getrocknet und gelagert. Sie jagten Hirsche, Bären, Elche, Antilopen und kleineres Wild, aber im Wesentlichen waren sie auf die riesigen Bisonherden angewiesen, die ihnen Nahrung und Rohstoffe für fast alle Bedürfnisse des täglichen Lebens lieferten. Ihre Jagdwaffen waren Pfeil und Bogen, die von jedem Jäger selbst angefertigt und auf seine Größe hin abgestimmt wurden. Die Pfeile waren gekennzeichnet, das zur Identifikation des Schützen diente. Das Büffelfleisch konnte natürlich nicht alles sofort verzehrt werden und wurde deshalb zum Teil getrocknet und damit konserviert. Das getrocknete Fleisch wurde in Mörsern zerrieben, mit ebenfalls getrockneten wilden Beeren und Kräutern vermischt und mit ausgelassenem Fett zu einer festen Masse verbunden. Diese wohlschmeckende Dauernahrung hieß Pemmikan und war in weiten Teilen Nordamerikas bekannt.
Die Yanktonai wohnten nachweislich in Erdhäusern, die besseren Schutz in den bitterkalten Wintern boten, aber auch in den heißen Sommermonaten kühl blieben. Auf der Jagd benutzten sie das Tipi, das auf von Pferden gezogenen Travois transportiert wurde. Aus Büffelhäuten fertigten die Yanktonai-Frauen Kleidung, Mokassins, Taschen, Beutel und die Bedeckung der Tipis an. Kleidung und Mokassins wurden mit Perlen und kleinen Knochen verziert. Die Mokassins der Yanktonai waren für ihre festen, harten Sohlen bekannt, mit denen man besser über rauen, unebenen Untergrund laufen konnte. Für Reisen auf den Flüssen benutzten die Yanktonai Bullboats, runde leichte Boote, die aus einem Rahmen aus Weidenruten und darüber gespannter Büffelhaut bestanden.
Authentische Informationen über die Indianer der Großen Ebenen kommen erst aus den Aufzeichnungen von Lewis und Clark aus deren Expedition 1804 bis 1806 an die Westküste und zurück, die in den 1830er Jahren von George Catlin durch Bilder und weitere Berichte ergänzt wurden. Das ethnographisch genaueste Material ist dem Prinzen Maximilian zu Wied zu verdanken, der zusammen mit dem Schweizer Maler Karl Bodmer in den Jahren 1834 und 1835 bei den Indianern der Plains lebte. Gute menschliche Beziehungen zu den Ureinwohnern ermöglichten ihnen, ein wertvolles und grundlegendes Werk für die Wissenschaft zu erarbeiten. Bodmer brachte zum Beispiel etwa 500 Aquarelle und Bleistiftzeichnungen von dieser Reise mit.

## Geschichte
Um 1700 werden die Yanktonai erstmals von Pierre-Charles Le Sueur  in Berichten erwähnt. Dann tauchen sie erst 1804 wieder bei Lewis und Clark auf, die ihr Wohngebiet im Quellgebiet von Sioux, James und Red River besuchten. Am Britisch-Amerikanischen-Krieg von 1812 waren auch einige Yanktonai-Krieger unter Häuptling Waneta beteiligt, der für seine Verdienste bei den Briten sogar zum Captain befördert wurde. Er trat als junger Häuptling in die britische Armee ein und zeichnete sich durch besondere Leistungen im Kampf gegen die Amerikaner bei Fort Mergs und Stephenson im Ohiogebiet aus. Er machte sogar eine Reise nach London und wurde am Königshof vorgestellt. Im Vertrag von Washington am 19. April 1858 hatten die Yanktonai fast ihr gesamtes Stammesgebiet an die Regierung abgetreten und wurden in mehrere Reservate umgesiedelt. Als Gegenleistung erhielten sie Geld, Lebensmittel und Warenlieferungen von der Regierung. Der Amerikanische Bürgerkrieg (1861–1865) führte zu Zahlungsschwierigkeiten und zum Ausbleiben der jährlichen Lieferungen, das eine Hungersnot bei ihnen auslöste. Es kam zu Unruhen in einigen Gruppen, doch beim Ausbruch des Sioux-Aufstands 1862 in Minnesota hielt sie der Oberhäuptling der Yankton Palaneapape (‘Struck A Pawnee’, auch Padani Apapi oder Pa-Da-Ni-A-Ha-Hi – ‘Struck by the Ree’) aus dem Konflikt heraus und warnte die weißen Siedler rechtzeitig, den Schutz der Forts aufzusuchen. Er rettete damit vielen Weißen das Leben.

## Demografie
Lewis und Clark bezifferten die Yanktonai 1806 auf 1.750 Angehörige. Das Bureau of Indian Affairs schätzte ihre Zahl im Jahr 1842 auf 6.000. 1874 wurden 2.266 Stammesmitglieder gezählt, während der Zensus von 1886 5.109 Yanktonai ermittelte.

## Heutige Stämme und First Nations der Yanktonai

### Stämme in den USA
Heute gehören die Yanktonai, zusammen mit Angehörigen anderer Sioux-Stämme, folgenden fünf auf Bundesebene anerkannten Stämmen (federally recognized tribes) an:
Vereinigte Staaten – North Dakota
- Standing Rock Sioux Tribe[15] (die Standing Rock Reservation mit Verwaltungssitz Fort Yates, ND, ist die nördlichste der aus der Großen Sioux-Reservation[16] hervorgegangenen Reservationen, die 1889 geschaffen wurden. Die Reservation, ca. 9.200 km² groß, liegt beiderseits der Grenze von North und South Dakota und wird südlich von der Cheyenne River Reservation, im Norden vom Cannonball River und im Osten vom Lake Oahe, dem aufgestauten Missouri River, begrenzt, zudem durchfließt der Grand River den Südteil des Reservats, im Reservat befindet sich das Grab von Sitting Bull sowie eine Gedenkstätte für Sacajawea, Stammesgruppen: Nakota, Lakota, Stämme: Yanktonai: Cutheads (Pabaksa, Paksa oder Natakaksa) der Upper Yanktonai (Ihanktonwana) und Gruppen der Lower Yanktonai (Hunkpatina), leben meist im North Dakota-Teil des Reservats. Lakota: Hunkpapa und Sihasapa (Blackfeet), leben heute meist im South Dakota-Teil des Reservats, 2005 lag die Arbeitslosenquote bei 86,00 %, Stammesmitglieder gesamt (Weiße und Indianer): 16.420 (davon 12.828 Sioux), hiervon leben 8.217, darunter 6.414 Sioux, im Reservat)[17]
- Spirit Lake Tribe (Mni Wakan Oyate)[18]  (die Spirit Lake Reservation (vormals: Devil's Lake Reservation), umfasst ca. 1.049 km², das größte Gewässer ist der Devils Lake, mit ca. 900 km² der größte Natursee des Staates, der sich über 320 km erstreckt, bedeutendster Fluss ist der Sheyenne River, der das Reservat auf ca. 80 km durchfließt und im Süden begrenzt. Verwaltungssitz: Fort Totten, North Dakota, Stammesgruppen: Dakota, Nakota, Stämme: Dakota: Sisseton (Sisituwan), Wahpeton und andere Gruppen. Yanktonai: Cutheads (Pabaksa, Paksa oder Natakaksa) der Upper Yanktonai (Ihanktonwana), Stammesmitglieder gesamt (Weiße und Indianer): 6.748, hiervon leben 4.238, darunter 3.587 Sioux, im Reservat)

Vereinigte Staaten – South Dakota
- Yankton Sioux Tribe[20] (auch Ihanktonwan Dakota Oyate, die Yankton Reservation umfasst ca. 1.772 km² und liegt im äußersten Südosten von South Dakota, im Süden bildet der Missouri River zugleich die Reservats als auch die Bundesstaatsgrenze zu Nebraska, Verwaltungssitz ist Marty, Stammesgruppe: Nakota, Stamm: Yankton sowie einige Yanktonai, Stammesmitglieder gesamt (Weiße und Indianer): 15.594 (davon 4.510 Sioux), hiervon leben 6.465, darunter 1.396 Sioux, im Reservat)
- Crow Creek Sioux Tribe (die Crow Creek Reservation mit Verwaltungssitz in Fort Thompson umfasst ca. 1.092 km² und liegt in der Mitte South Dakotas entlang des Ostufers des Missouri River, am Westufer liegt die Lower Brule Reservation, Stammesgruppen: Dakota, Nakota, Stämme: Mdewakanton (People of Spirit Lake), Yankton (Ihanktonwan - People of the End) sowie einige Lower Yanktonai (Hunkpatina), Stammesmitglieder gesamt (Weiße und Indianer): 22.364 (davon 5.659 Sioux), hiervon leben 2.010, darunter 1.821 Sioux, im Reservat)

Vereinigte Staaten – Montana
- Fort Peck Assiniboine & Sioux Tribes[21] (die Fort Peck Indian Reservation mit Verwaltungssitz in Poplar erstreckt sich im Nordosten Montanas nördlich des Missouri Rivers von West nach Ost ca. 180 km und von Süden nach Norden ca. 65 km und umfasst ca. 8.290 km², Stammesgruppen: Lakota, Dakota, Nakota, Stämme: Hunkpapa, Cutheads (Pabaksa, Paksa oder Natakaksa) der Upper Yanktonai (‘Ihanktonwana’), Sisseton, Wahpeton sowie folgende Gruppen der Assiniboine: Hudesabina (‘Red Bottom’), Wadopabina (‘Canoe Paddler’), Wadopahnatonwan (‘Canoe Paddlerrs Who Live on the Prairie’), Sahiyaiyeskabi (‘Plains Cree-Speakers’), Inyantonwanbina (‘Stone People’) und die Fat Horse Band,[22] von den ca. 11.786 Stammesmitgliedern leben rund 6.000 auf der Reservation)

### First Nations in Kanada
Die Nachkommen der Yanktonai sind heute Stammesmitglieder in zwei First Nations (manchmal auch Bands genannt) in der Prärieprovinz Manitoba in Kanada:
Kanada – Manitoba
Dakota Ojibway Tribal Council
- Birdtail Sioux First Nation (der Verwaltungssitz Beulah befindet sich auf dem bevölkerungsreichsten und größten Reservat Birdtail Creek #57, ca. 96 km nordwestlich von Brandon, das direkt am Assiniboine River im Südwesten von Manitoba liegt, Stammesgruppe: Dakota, Stämme: Mdewakanton, Wahpekute sowie einige Yanktonai, Reservate: Birdtail Creek #57, Birdtail Hay Lands #57A, Fishing Station #62A,[23] ca. 28,85 km², von den 805 Stammesmitgliedern leben 410 auf der Reservation)

Independent First Nations
- Canupawakpa First Nation[24] (auch Canupawakpa Dakota Nation, die First Nation lebt ca. 72 km südwestlich von Brandon, ca. 27 km südlich von Virden, Manitoba sowie 6 km nördlich von Pipestone, Manitoba, dem Verwaltungssitz. Die Stammesmitglieder haben ihre Sprache beibehalten und ihre Kultur bewahrt. Stammesgruppen: Dakota, Nakota, Stämme: Wahpekute, Wahpeton, Yanktonai, Reservate: Canupawakpa Dakota First Nation, Fishing Station #62A, Oak Lake #59A, ca. 11,53 km², von den 661 Stammesmitgliedern leben 298 auf den Reservationen)